# Basilique Notre-Dame-de-la-Paix de Yamoussoukro
Pour les articles homonymes, voir Basilique Notre-Dame, Notre-Dame-de-la-Paix et Notre-Dame.
La basilique Notre-Dame-de-la-Paix, située à Yamoussoukro, capitale politique de la Côte d'Ivoire⁣⁣⁣, est l'une des plus grandes églises catholiques du monde et le deuxième plus haut édifice chrétien du monde derrière l'Église principale d'Ulm. Elle est construite à l'initiative du premier président du pays, Félix Houphouët-Boigny, en 1983. Son apparence rappelle celle de la basilique Saint-Pierre à Rome. Le recteur de la basilique est Geoffroy Kouadio Kouamé,sac.

## Histoire
La basilique Notre-Dame-de-la-Paix est construite à Yamoussoukro, capitale politique et administrative de la Côte d'Ivoire, sur les plans de l'architecte ivoirien Pierre Fakhoury, choisi par le président Félix Houphouët-Boigny, le 4 février 1986, à l'issue d'un concours organisé entre 1984 et 1986.
La basilique est réalisée par vingt-quatre entreprises ivoiriennes et étrangères entre 1986 et 1989. C'est la société Eiffel Construction Métallique qui réalise le dôme, le plus grand jamais construit. Le chantier est placé sous le contrôle d'Antoine Cesareo, directeur des grands travaux de la République de Côte d'Ivoire.
Le pape Jean-Paul II consacre la basilique le 10 septembre 1990,. Pour l'occasion, des personnalités importantes sont présentes, Jacques Chirac, qui était alors maire de Paris, Jacques Foccart, ancien conseiller à l'Élysée pour les questions africaines, Jean-Christophe Mitterrand, le fils du président français, ainsi que l'ancien Premier ministre Pierre Messmer et Pik Botha, le ministre sud-africain des Affaires étrangères. L'entourage du président Houphouët et les populations de son village natal, venus en grand nombre.
Comme condition, il pose la pierre angulaire d'un hôpital à construire près de la basilique. Cet hôpital, baptisé Saint-Joseph de Moscati, dont la construction est lancée le 24 août 2009, est inauguré en janvier 2014.
La gestion de la pastorale à la basilique est assurée par les Pères de la Société de l'Apostolat Catholique, couramment appelés Pères Pallottins.
Le coût total des travaux est estimé à 40 milliards de francs CFA (122 millions d'euros, soit 6 % du budget annuel du pays), ce qui n'a pas manqué de susciter des polémiques. Le président Houphouët-Boigny y a répondu en précisant que l'édifice avait été financé par sa fortune personnelle.
Le Livre Guinness des records l'a reconnue en 1989 comme l'édifice religieux chrétien le plus large au monde (150 mètres de largeur contre 115 mètres pour la basilique Saint-Pierre).
Le 10 septembre 2020, la basilique Notre-Dame de la Paix de Yamoussoukro a eu 30 ans d'existence, mais la célébration est reportée en 2021 en raison de la pandémie du coronavirus.

## Construction
La première pierre de l'édifice est posée et bénie le 10 août 1985, par le pape Jean-Paul II.
La basilique est bâtie sur une surface de 130 hectares, avec un volume de terrassements de 800 000 m3. Les fondations sont constituées de 156 pieux forés à la bentonite de 1,10 mètre de diamètre et de trente mètres de profondeur moyenne.
L'esplanade elliptique, en forme de bras ouverts, couvre une superficie de 30 000 m2, entourés de 128 colonnes de 21 mètres de hauteur et 2,20 mètres de diamètre. Le grand axe fait 275 mètres contre 60 mètres pour le petit axe, plancher au niveau 23,90 mètres. Le plancher est en béton précontraint de 8 800 m2 et de 56 mètres de portée. Le fronton est de 8 mètres. Les sols reluisants de la basilique sont en marbre importé d'Italie, d'Espagne et du Portugal, à raison de 700 000 m2. La sous-face est en staff.
La partie centrale de la basilique culmine à 58 mètres de hauteur avec cent mètres de diamètre, elle est surmontée d'un dôme de 90 mètres de diamètre, de soixante mètres de hauteur et d'une lanterne de quarante mètres de hauteur. Le poids total est estimé à 98 000 tonnes pour une hauteur de 158 mètres.
La basilique peut contenir dix-huit mille personnes dont sept mille assises.
C'est la Société Eiffel à Maizières-les-Metz qui a calculé et dessiné, avec l'aide du Bureau d'étude Schaff, cette structure tridimensionnelle innovante, formée de sphères pleines avec oreilles soudées en étoiles et de barres en tubes avec chapes dudgeonnées.
Dans la coupole, il a été créé 3 400 mètres de passerelle en tôle pliée en forme de caniveau ainsi que des escaliers parcourant les passages dans les barres tridimensionnelles.
Le second niveau et la coupole sont supportés par une triple colonnade de quarante-huit colonnes doriques identiques à celles de l'esplanade, et de douze imposantes colonnes ioniques représentant les douze apôtres, de 30,880 mètres de hauteur pour trois mètres de diamètre. L'ensemble de ces colonnes est traité en béton architectonique, fait de gravier et de sable local lavés et mélangés. Certaines de ces colonnes intègrent des ascenseurs et des escaliers pour accéder au 1er niveau, d’autres sont équipées d'un système ingénieux de drainage des eaux de pluie. En effet, les eaux de pluie sont recueillies puis acheminées dans des conduits placés à l'intérieur des piliers et déversées dans les lacs par des canalisations souterraines.
Ce sont au total 4 500 ouvriers dont 1 500 Africains qui ont œuvré à la réalisation de ce bâtiment.

## Description

### Accueil
Passé le portail du domaine, le visiteur est accueilli par des jardins symétriques de style français, inspirés des jardins de Versailles.
Deux statues dorées de la Vierge, placées de part et d'autre d'une allée d'un kilomètre tout en marbre.
L'accès aux espaces se fait par des allées perpendiculaires, ornées de milliers d'arbustes et de fleurs. Pour mieux les apprécier, il est possible de sortir par l'une des vingt-quatre portes qui font communiquer le déambulatoire des apôtres et les larges terrasses qui entourent le tambour.
De ces terrasses, il est possible de visiter des salles d'exposition. L'une d'elles présente la crèche de Bethléem, réalisée en bois par M. Basile, un sculpteur ivoirien. La deuxième salle expose un ensemble de photos, propriété de l'architecte.
Sur l'une des rangées situées non loin de l'autel, se situe le siège sur lequel le Président Félix Houphouët-Boigny s'asseyait pour assister à la messe.
Les dossiers des sièges de couleur rouge en bois iroko, outre leur aspect décoratif, vus d'en haut, constituent avec les milliers de petites croix qui ornent les murs au-dessus des vitraux, un ensemble acoustique qui tempère la réverbération. De plus, les sièges diffusent un système de climatisation.
Deux ascenseurs sont intégrés aux colonnes majeures de la basilique. Les autres colonnes, de moindre dimension, abritent des canaux de drainage des eaux de pluie, acheminées vers les lacs artificiels par des conduits souterrains.
La basilique peut accueillir des dizaines de milliers de fidèles sur son parvis et sous les gigantesques colonnes sculptées de son péristyle.

### Le dôme
Grâce à son dôme, l'édifice est la basilique la plus haute au monde. Il est constitué d'une structure de 7 000 barres d'acier galvanisé (et donc n'a pas de coupole interne).
Le revêtement extérieur est constitué de panneaux de 5 centimètres d'épaisseur, composé d'une tôle externe en aluminium, laquée au four, d'une mousse PVC à cellules fermées et d'une tôle d'aluminium naturel 7/10. L'intérieur, de couleur bleu ciel, est en staff peint de 135 000 m2, posé en spirale, cachant un escalier qui sert de passage pour le personnel de maintenance.

### Les vitraux
La basilique de Yamoussoukro possède la plus grande surface de vitraux au monde.
Les travaux ont été réalisés en dix-huit mois,
à Nanterre, en France, par l'atelier France Vitrail International.
Il s'agit de 8 400 m2, dont 1 250 m2 de verrière zénithale, les 12 baies du tambour et les 24 baies entourant le sanctuaire. Les vitraux sont l'œuvre d'une équipe de soixante-dix personnes environ, dirigée par Éric Bonte célèbre maître verrier de la région parisienne et Didier Alliou, célèbre maître verrier manceau. Ces vitraux ont été réalisés selon les techniques traditionnelles suivantes : verres antiques, antiques plaqués, sertis au plomb, avec un travail de peinture avec grisailles, émaux, cuits au four… Ils comptent plus de 2 millions de morceaux de verre antique.
Neuf thèmes y sont traités, répartis sur les trois principaux niveaux :
- Au sommet de la coupole, un vitrail de 40 m de diamètre, symbolise la paix. Au centre figure une colombe aux ailes déployées, d'où émanent des rayons de lumière.
- Au niveau du tambour douze baies représentent chacune un apôtre.
- Autour du sanctuaire, vingt-quatre baies traitent des sept autres thèmes dont Pâques, les Rameaux. La baie en haut de l'entrée principale est ornée d'un vitrail représentant la Vierge Marie, bras ouverts, quand la porte elle-même, présente des palmiers.

Dans le respect de la tradition des bâtisseurs de cathédrale[réf. nécessaire], les mécènes et intervenants apparaissent sur l'un des vitraux, celui de l'entrée à Jérusalem : Houphouët-Boigny, ainsi que les représentants des Grands Travaux et des entreprises de construction de la basilique parmi les pèlerins. Sur le côté, l'architecte Pierre Fakhoury, les maîtres verriers… le nom de tous les membres de l'équipe sont inscrits dans les feuilles de palmiers.
Une équipe de quatorze nationalités a œuvré pour la réalisation de ces vitraux, illustrant ainsi le vocable de la basilique : Notre-Dame de la Paix.

### Colonnade
Le péristyle est composé de 128 colonnes doriques hautes de 21 mètres, et le parvis de 84 colonnes doriques hautes de 26 mètres et d'un diamètre de 2,80 mètres. La basilique est soutenue par 48 colonnes doriques hautes de 21 mètres et d'un diamètre de 2,40 mètres, et 12 colonnes ioniques hautes de 31 mètres et d'un diamètre de 3,60 mètres. Parmi ces colonnes ioniques, 4 intègrent un ascenseur, et 6 des escaliers. Le déambulatoire (où se trouvent les vitraux des apôtres) est composé de 24 paires de colonnes corinthiennes hautes de 12 mètres et de 1 mètre de diamètre.

## Pour approfondir